# Château de Cazilhac
Le château de Cazilhac est un édifice dont la construction s'échelonne du XIIe ou XIIIe siècle jusqu'au XVIIe siècle. Ce bâtiment, inscrit au titre des monuments historiques, se situe au Bousquet-d'Orb, dans le département de l'Hérault.

## Historique
Situé sur la Via Tolosane qui mène à Compostelle, l'éperon rocheux de Cazilhac dépend au haut Moyen Âge de l'abbaye de Joncels, établissement religieux cité dès 851 dans un acte de Pépin II, roi d'Aquitaine.
Pour surveiller la vallée de l'Orb — qu'ils mettent en valeur par la viticulture — les moines de Joncels construisent sur ce site une maison forte. L'époque de la construction est confuse : XIIe ou XIIIe siècle. Cet édifice est le noyau du château visible aujourd'hui.
Lors de la Guerre de Cent Ans, les grandes compagnies ravagent la région. En 1370, Cazilhac est occupé et pillé. Les grandes épidémies de peste achèvent de ruiner les lieux, notamment lors de la peste noire de 1348 et en 1465.
En 1512, la famille de Peyrottes (parfois transcrit Peyrotte) achète Cazilhac qu'elle reconstruit au cours du XVIe siècle. La terre est alors mentionnée comme une seigneurie.
Cazilhac n'échappe cependant pas aux guerres de religion. À la suite des soubresauts de la « question protestante », le château est rasé en février 1627 sur ordre du duc de Montmorency, gouverneur du Languedoc.
Les Peyrottes ne se découragent pas et reconstruisent un nouvel édifice. Ils conservent le domaine jusqu'à la Révolution.
En 1790, le hameau et le château de Cazilhac sont rattachés à la commune de Camplong. En 1844, un nouveau découpage territorial donne naissance à la commune de Saint-Martin-d'Orb (rebaptisée ultérieurement Le-Bousquet-d'Orb), laquelle comprend le hameau et le château de Cazilhac.
C'est à cette époque qu'apparaît un nouveau propriétaire, l'économiste et homme politique Michel Chevalier (1806-1879), dont l'influence sur le domaine et son exploitation viticole est déterminante. Soucieux de productivité, Michel Chevalier fait notamment construire un aqueduc vers 1851 pour alimenter les jardins, irriguer les terres et amener l'eau à la ferme du château.
Les travaux entrepris pour l'adduction d'eau sont d'ailleurs considérables. Ainsi, Le Messager agricole de 1879 note que « chez M. Michel Chevallier (sic), au château de Cazilhac, deux pompes conjuguées élèvent 2 500 litres d'eau par minute à 30 mètres de hauteur, au moyen de deux conduits en fonte qui ne mesurent pas moins de 300 mètres de longueur ».
À sa mort sans héritier mâle direct (il est père de quatre filles), son gendre, l'économiste et essayiste Paul Leroy-Beaulieu (1843-1916), reprend la propriété. Le château de Cazilhac entre ainsi par mariage dans la famille Leroy-Beaulieu.

## Description

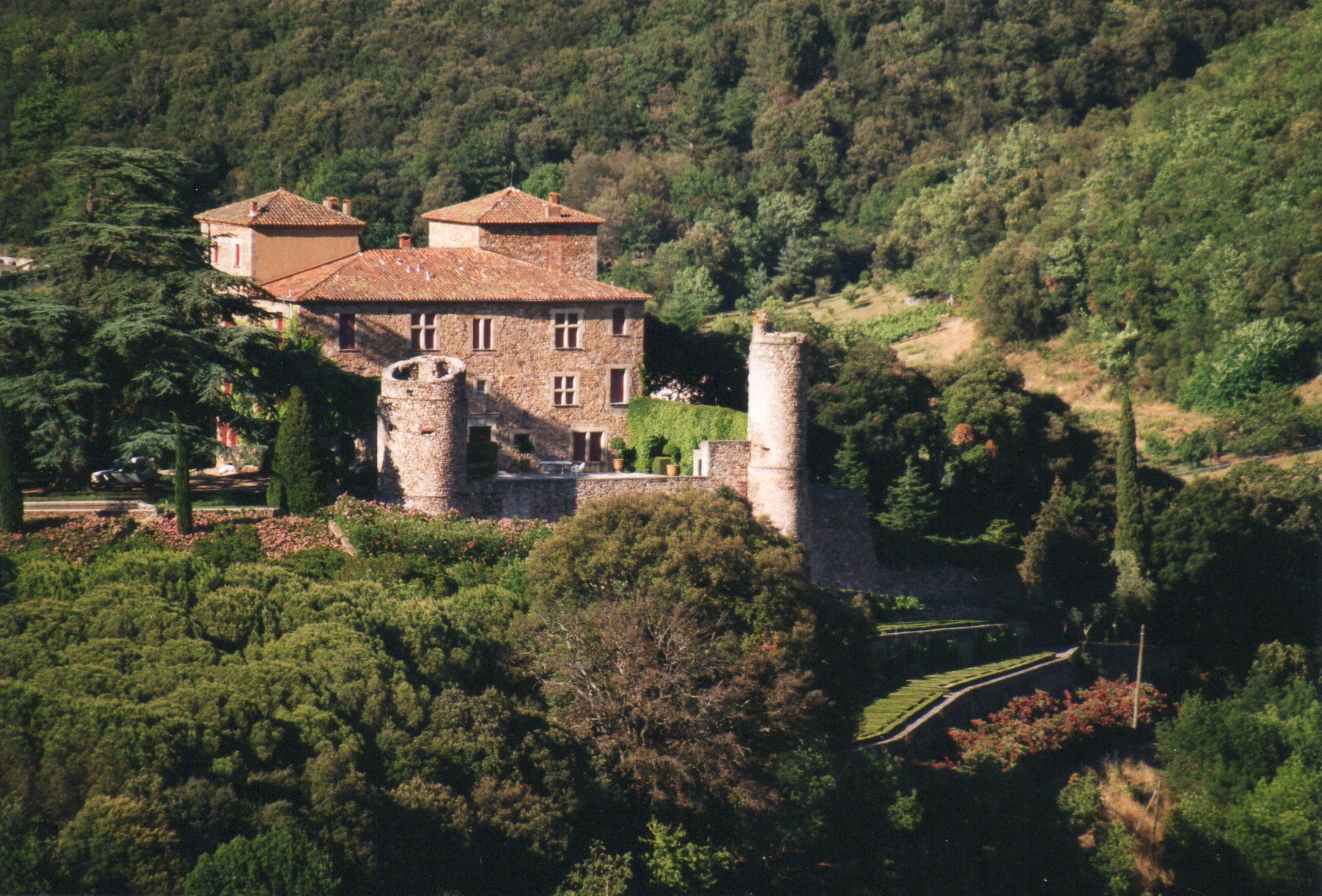

Dominé par les crêtes de l'Escandorgue et du Méguillou, le château s'élève sur un éperon rocheux. L'édifice est de taille moyenne, coiffé d'un toit à faible pente de tuiles creuses, cantonné de deux tours carrées. Des bases et vestiges de baies sont des traces visibles de l'ancienne maison forte. Devant le château, des jardins en terrasse surplombent un paysage de prairies et de vignes. L'origine anciennement défensive du site lui offre une vue étendue sur la vallée de l'Orb.
Le château de Cazilhac est membre du Conservatoire des jardins et paysages. La cour et les jardins sont ouverts à la visite.

## Protection
L'ensemble composé par les façades et toitures, ainsi que les terrasses du jardin (B 203 et 204 au cadastre) font l’objet d’une inscription au titre des monuments historiques depuis le 9 avril 1987.

## L'aqueduc
Acheminant les eaux du fleuve côtier Orb à raison de 150 l/s, l'aqueduc du château de Cazilhac est bâti de calcaires, galets et moellons liés au mortier. Il fait l'objet d'un recensement à l'Inventaire général du patrimoine culturel.